# Centaurea cineraria
Espèce
Centaurea cineraria, la Centaurée cendrée ou Centaurée cinéraire, est une espèce de plante à fleurs de la famille des Astéracées.
C'est une plante herbacée méditerranéenne.

## Liste des sous-espèces
Selon Catalogue of Life (7 février 2017) :
- sous-espèce Centaurea cineraria subsp. cineraria
- sous-espèce Centaurea cineraria subsp. circae (Sommier) Renzoni & Viegi

## Utilisation
Résistante et demandant peu d'entretien, elle peut être utilisée comme espèce ornementale de rocailles et pour les toitures végétales

## Synonymes
- Centaurea gymnocarpa var. gymnocarpa
- Centaurea plumosa var. plumosa
- Centaurea ucriae Lacaita
- Centaurea acutifolia Schur
- Centaurea cinerea Lam.
- Centaurea plumosa E.Vilm.
- Centaurea elegans Salisb.
- Centaurea dealbata Moris ex Nyman